# OSTAR
OSTAR (od ang. Observer Single-Handed Trans-Atlantic Race) – transatlantyckie regaty żeglarzy samotników z Plymouth (Wielka Brytania) do Newport w stanie Rhode Island (USA). 

## Nazwa
OSTAR to skrótowiec utworzony pierwotnie od angielskich słów: Observer Single-Handed Trans-Atlantic Race. Pierwsze słowo w nazwie regat pochodziło od głównego sponsora imprezy – brytyjskiego tygodnika The Observer. W związku ze zmianami sponsora i reorganizacjami regaty wielokrotnie zmieniały swoją nazwę (CSTAR, Europe 1 STAR, STAR Europe 1 New Man, Transat). Aktualna nazwa regat brzmi: The Original Single Handed Trans-Atlantic Race.

## Historia
Na pomysł zorganizowania regat samotnych żeglarzy z Europy do Ameryki Północnej wpadł w 1956 r. Brytyjczyk Herbert "Blondie" Hasler. Po trwających wiele miesięcy zabiegach udało mu się pozyskać sponsora (właściciela tygodnika „The Observer”) oraz głównego organizatora regat (The Royal Western Yacht Club of England). Pierwsze regaty odbyły się w 1960 r. na trasie: Plymouth – Nowy Jork. Wzięło w nich udział pięć jachtów. Zwycięzcą   został Francis Chichester. Kolejne regaty postanowiono rozgrywać co 4 lata na trasie Plymuth – Newport. Szybko rósł prestiż imprezy i liczba uczestniczących w nim jachtów. Rekord padł w 1976 r., gdy na starcie pojawiły się 123 jednostki. 
Na początku XXI w. postanowiono podzielić regaty na dwie oddzielne imprezy rozgrywane w różnym czasie. Dla zaawansowanych żeglarzy dysponujących profesjonalnym sprzętem organizowane są zawody pod nazwą "Transat". Pozostali żeglarze-samotnicy mogą wziąć udział w regatach pod tradycyjną nazwą "OSTAR". 
| Regaty     | Liczba jachtów na starcie | Liczba jachtów na mecie | Czas zwycięzcy             |
| ---------- | ------------------------- | ----------------------- | -------------------------- |
| OSTAR 1960 | 5                         | 5                       | 40 dni 12 godzin 30 minut  |
| OSTAR 1964 | 15                        | 14                      | 27 dni 3 godziny 56 minut  |
| OSTAR 1968 | 35                        | 18                      | 25 dni 20 godzin 33 minuty |
| OSTAR 1972 | 55                        | 40                      | 20 dni 13 godzin 15 minut  |
| OSTAR 1976 | 125                       | 78                      | 23 dni 20 godzin 12 minut  |
| OSTAR 1980 | 90                        | 71                      | 17 dni 23 godziny 12 minut |
| OSTAR 1984 | 92                        | 64                      | 17 dni 23 godziny 12 minut |
| OSTAR 1988 | 95                        | 75                      | 10 dni 9 godzin 15 minut   |
| OSTAR 1992 | 67                        | 55                      | 11 dni 1 godzina 35 minut  |
| OSTAR 1996 | 58                        | 42                      | 10 dni 10 godzin 5 minut   |
| OSTAR 2000 | 71                        | 39                      | 9 dni 23 godziny 21 minut  |
| OSTAR 2005 | 34                        | 18                      | 17 dni 21 godzin 16 minut  |
| OSTAR 2009 | 31                        | 22                      | 17 dni 17 godzin 40 minut  |
| OSTAR 2013 | 17                        | 13                      | 17 dni 11 godzin 12 minut  |
| OSTAR 2017 | 15                        | 5                       | 17 dni 4 godziny 6 minut   |

## Trasa regat
Trasa regat wiedzie w kierunku zachodnim z Plymouth do Rhode Island. Podczas regat żeglarze muszą zmagać się z przeciwnymi wiatrami i prądami morskimi. Długość trasy wynosi ok. 3000 Mm (5600 km). Uczestnicy regat mają prawo samodzielnie zaplanować trasę, którą zamierzają płynąć. Niektórzy wybierają trasę po loksodromie (długość trasy: 2902 Mm), inni po krótszej (2810 Mm ), ale wymagającej staranniejszej nawigacji ortodromie. Niektórzy żeglarze płyną trasą o długości ok. 3130 Mm wytyczoną znacznie bardziej na północ, starając się ominąć trasy niżów atlantyckich – muszą liczyć się jednak wówczas z możliwością spotkania gór lodowych. Są też tacy, którzy wybierają trasę południową - o długości ok. 4200 Mm – znacznie dłuższą od pozostałych, ale umożliwiającą skorzystanie ze stale wiejących w kierunku zachodnim wiatrów zwanych pasatami.

## Polacy w regatach OSTAR

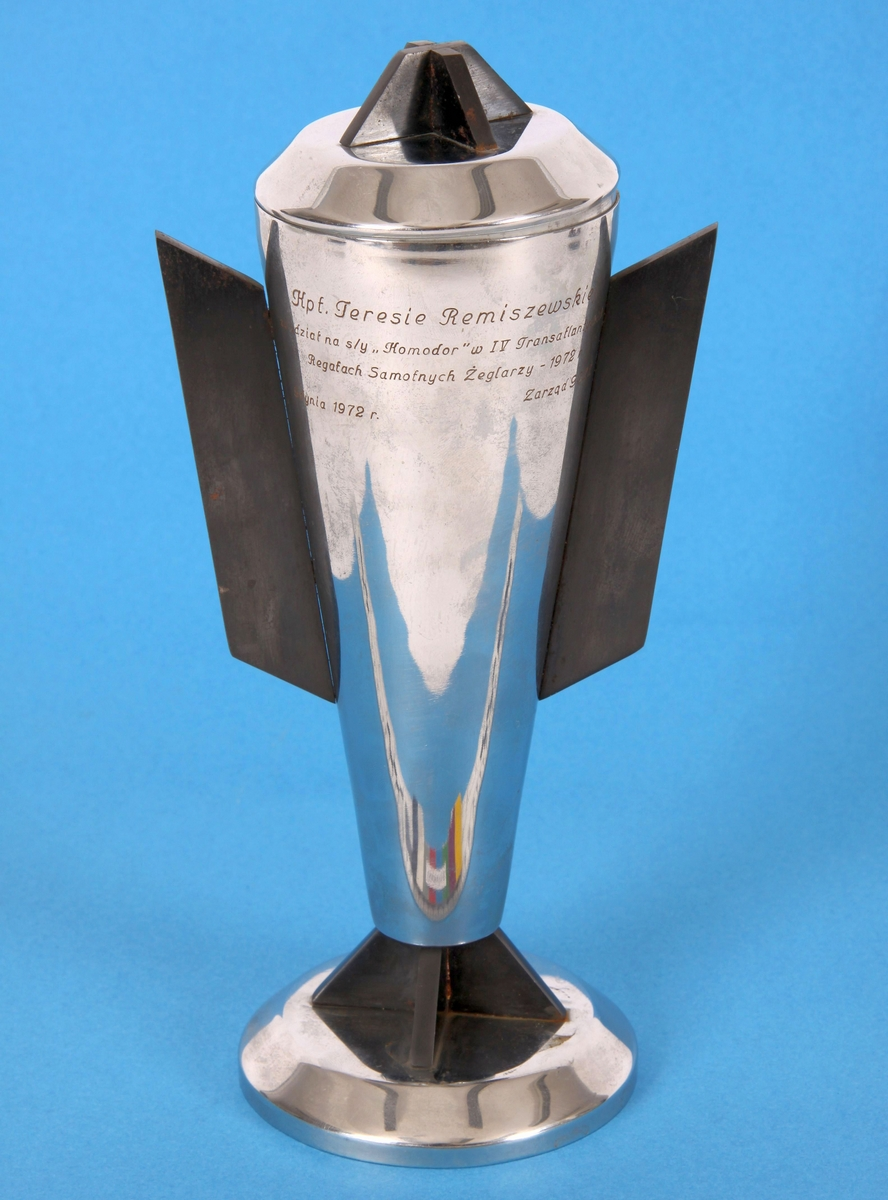
Puchar Gdańskiego Okręgowego Związku Żeglarskiego dla Teresy Remiszewskiej za udział w IV Transatlantyckich Regatach Samotnych Żeglarzy OSTAR 1972

Polscy żeglarze brali wielokrotnie udział w regatach OSTAR:
| Regaty     | Żeglarz                   | Jacht        | Wynik                                                            |
| ---------- | ------------------------- | ------------ | ---------------------------------------------------------------- |
| OSTAR 1960 | nie startowali            |              |                                                                  |
| OSTAR 1964 | nie startowali            |              |                                                                  |
| OSTAR 1968 | nie startowali            |              |                                                                  |
| OSTAR 1972 | Krzysztof Baranowski      | Polonez      | 30 dni 16 godzin 55 minut                                        |
|            | Zbigniew Puchalski        | Miranda      | 45 dni 10 godzin 5 minut                                         |
|            | Teresa Remiszewska        | Komodor      | 57 dni 3 godziny 18 minut (wystartowała z 1-dniowym opóźnieniem) |
| OSTAR 1976 | Kazimierz „Kuba” Jaworski | Spaniel      | 24 dni 23 godziny 40 minut                                       |
|            | Zbigniew Puchalski        | Miranda      | 42 dni 13 godzin 14 minut                                        |
| OSTAR 1980 | Kazimierz "Kuba" Jaworski | Spaniel II   | 19 dni 13 godzin 25 minut                                        |
|            | Jerzy Rakowicz            | Spaniel      | 26 dni 19 godzin 29 minut                                        |
|            | Czesław Gogołkiewicz      | Raczyński II | kolizja                                                          |
| OSTAR 1984 | nie startowali            |              |                                                                  |
| OSTAR 1988 | nie startowali            |              |                                                                  |
| OSTAR 1992 | nie startowali            |              |                                                                  |
| OSTAR 1996 | nie startowali            |              |                                                                  |
| OSTAR 2000 | Joanna Pajkowska          | Ntombifuti   | 29 dni 5 godzin 0 minut                                          |
| OSTAR 2005 | nie startowali            |              |                                                                  |
| OSTAR 2009 | nie startowali            |              |                                                                  |
| OSTAR 2013 | Joanna Pajkowska          | Cabrio 2     | 27 dni 23 godziny 53 minuty                                      |
|            | Krystian Szypka           | Sunrise      | 28 dni 13 godzin 30 minut                                        |
| OSTAR 2017 | Andrzej Kopytko           | Opole        | wycofał się                                                      |